# Sumbersari (Kragan)
Sumbersari is een bestuurslaag in het regentschap Rembang van de provincie Midden-Java, Indonesië. Sumbersari telt 598 inwoners (volkstelling 2010).